# José Pedrosa Galán
José Antonio Pedrosa Galán (* 2. Februar 1986 in León) ist ein spanischer Fußballspieler.

## Karriere
Galán begann seine Karriere bei Atlético Madrid. Zur Saison 2005/06 rückte er in den Kader der B-Mannschaft des Vereins auf. Im Dezember 2005 debütierte er in der Segunda División B, als er am 17. Spieltag jener Saison gegen die UD Lanzarote in der 85. Minute für Manu del Moral eingewechselt wurde. Dies blieb sein einziger Einsatz für Atlético Madrid B.
Zur Saison 2006/07 wechselte er zum viertklassigen CD Toledo. 2007 schloss er sich der B-Mannschaft der UD Almería an. Mit dieser stieg er 2010 in die dritthöchste spanische Spielklasse auf. Danach spielte er für Atlético Astorga, den CD Comarca de Níjar und Cultural Leonesa in der Tercera División.
Im Januar 2012 wechselte er nach Thailand zum Chainat Hornbill FC. Danach wechselte er im Februar 2013 nach Indonesien zum Pro Duta FC.
Im Februar 2014 wechselte Galán zum österreichischen Zweitligisten SKN St. Pölten. Sein erstes Spiel für die Niederösterreicher in der zweiten Liga absolvierte er im April 2014, als er am 28. Spieltag der Saison 2013/14 gegen die Kapfenberger SV in der 77. Minute für Mirnel Sadović ins Spiel gebracht wurde. Nach Saisonende verließ er den Verein wieder.
Im Januar 2015 schloss er sich dem jordanischen Erstligisten Shabab al-Ordon an. Im September 2015 wechselte Galán nach Zypern zu Aris Limassol. Für den Verein absolvierte er zwei Partien in der First Division. Im Februar 2016 schloss er sich dem rumänischen Zweitligisten Ceahlăul Piatra Neamț an.
Nach zwei Monaten und vier Einsätzen in der Liga II wechselte er im April 2016 ein zweites Mal nach Indonesien und schloss sich Persela Lamongan an. Im August 2016 wechselte er nach Finnland zu Rovaniemi PS. Sein erstes Spiel für den Verein in der Veikkausliiga absolvierte er im September 2016, als er am 26. Spieltag der Saison 2016 gegen Tampereen Ilves in der 73. Minute für Mika Mäkitalo eingewechselt wurde.
Nach sechs Spielen in der höchsten finnischen Spielklasse kehrte Galán im Februar 2017 nach Spanien zurück, wo er sich dem Drittligisten CE l’Hospitalet anschloss. Für l’Hospitalet absolvierte er sechs Spiele in der Segunda División B. Zum Ende der Saison 2016/17 musste er mit dem Verein allerdings in die Tercera División absteigen. Zur Saison 2017/18 wechselte er nach Andorra zum FC Santa Coloma. Für Santa Coloma kam er in einem Spiel gegen den FC Alaschkert Martuni in der Qualifikation zur UEFA Champions League zum Einsatz. Nach etwa einem Monat in Andorra wechselte er im Juli 2017 nach Hongkong zum Dreams SC. Für Dreams absolvierte er in der Saison 2017/18 acht Spiele in der Hong Kong Premier League.
Zur Saison 2018/19 wechselte er nach Katar zum Zweitligisten al-Shamal SC. Anschließend spielte der Weltenbummler in Kanada, wieder in Spanien und in Gibraltar.